# IC 3698
IC 3698 је спирална галаксија у сазвјежђу Дјевица која се налази на листи објеката дубоког неба у Индекс каталогу.
Деклинација објекта је + 11° 12' 40" а ректасцензија 12h 43m 17,3s. Привидна величина (магнитуда) објекта IC 3698 износи 14,5 а фотографска магнитуда 15,2. IC 3698 је још познат и под ознакама MCG 2-32-193, CGCG 71-12, VCC 1961, IRAS 12408+1128, PGC 42790.